# 제70회 미국 작가 조합상
제70회 미국 작가 조합상은 2017년 뛰어난 활동을 보인 영화 작가를 기리기 위해 2018년 2월에 열린 시상식이다.

## 수상 및 후보

### 각본상
- 겟 아웃 - 조던 필 수상
- 빅 식 - 에밀리 V. 고든 외 1명
- 아이, 토냐 - 스티븐 로저스
- 레이디 버드 - 그레타 거윅
- 셰이프 오브 워터: 사랑의 모양 - 기예르모 델토로 외 1명

### 각색상
- 콜 미 바이 유어 네임 - 제임스 아이보리 수상
- 더 디제스터 아티스트 - 스콧 뉴스태터 외 1명
- 로건 - 스콧 프랭크 외 2명
- 몰리스 게임 - 에런 소킨
- 머드바운드 - 버질 윌리엄스 외 1명

### 다큐멘터리 각본상
- 제인 - 브렛 모겐 수상
- 베팅 온 제로 - 테드 브라운
- 노 스톤 언턴드 - 알렉스 기브니
- 오클라호마 씨티 - 바락 굿맨

### TV 드라마 시리즈
- 핸드메이즈 테일 - 이렌느 체이큰 외 9명 수상
- 더 아메리칸즈 - 피터 애커먼 외 6명
- 베터 콜 사울 - 앤 셔키스 외 7명
- 왕좌의 게임 - 데이비드 베니오프 외 3명
- 기묘한 이야기 - 폴 딕터 외 4명

### TV 코미디 시리즈
- 부통령이 필요해 - 개브리엘 앨런 외 14명 수상
- 커브 유어 엔수지애즘 - 래리 데이비스 외 3명
- 글로우: 레슬링 여인 천하 - 크리스토퍼 디애즈 외 8명
- 마스터 오브 제로 - 애니즈 애덤 안사리 외 15명
- 실리콘 밸리 - 앨릭 버그 외 13명

### TV 뉴 시리즈
- 핸드메이즈 테일 - 이렌느 체이큰 외 9명 수상
- 아메리칸 반달 - 세스 코언 외 9명
- 더 듀스 - 메건 애벗 외 7명
- 글로우: 레슬링 여인 천하 - 크리스토퍼 디애즈 외 8명
- 오자크 - 휫 앤더슨 외 8명

### TV 드라마 에피소드
- Chicanery (Better Call Saul) - 고든 스미스 수상
- The Book of Nora (The Leftovers) - 톰 퍼로타 외 1명
- The Heart Attack is the Best Way - 채드 호지
- Homecoming - 브릿 말링 외 1명
- Slip (Better Call Saul) - 헤더 매리언
- The Soviet Division - 조 와이스버그 외 1명

### TV 코미디 에피소드
- Rosario’s Quinceanera (Will & Grace) - 트레이시 포스트 외 1명 수상
- The Burglary (Grace and Frankie) - 브렌던 매카시 외 1명
- Intervention (The Carmichael Show) - 윌리 헌터
- Judge (Veep) - Ted Cohen
- The Verdict (Trial & Error) - 제프 애스트로프

### TV 장편 각본상
- 플린트 - 바바라 스테판스키 수상
- 아메리칸 호러 스토리 - 브래드 팰척 외 8명
- 퓨드 - 재피 코언 외 4명
- 그 땅에는 신이 없다 - 스콧 프랭크
- 맨헌트: 유나바머 - 짐 클레먼티 외 6명

### TV 장편 각색상
- 빅 리틀 라이즈 - 데이빗 E. 켈리 수상
- 파고 - 모니카 벌레츠키 외 4명
- 헨리에타 랙스의 불멸의 삶 - 피터 랜디스먼 외 2명
- The Wizard of Lies - 샘 레빈슨 외 2명

### TV 단편 뉴 미디어 각색상
- Starboy (Zac & Mia) - 앨런 클레리 외 1명 수상
- John Hancock (Marvel’s Agents of S.H.I.E.L.D.: Slingshot) - 제임스 C. 올리버 외 1명
- Chapter 2 (The Walking Dead: Red Machete) - 닉 버너도니
- Justicia (Marvel’s Agents of S.H.I.E.L.D.: Slingshot) - 마크 라이트너

### TV 애니메이션상
- Time’s Arrow (BoJack Horseman) - 케이트 퍼디 수상
- Brunchsquatch (Bob’s Burgers) - 리지 몰리뉴 외 1명
- A Father’s Watch (The Simpsons) - 사이먼 리치
- Ruthie (BoJack Horseman) - 조애나 캘로
- The Serfsons (The Simpsons) - 브라이언 켈리

### TV 코미디/버라이어티
- 라스트 위크 투나잇 위드 존 올리버 - 팀 카벨 외 11명 수상
- 코난 - 맷 오브라이언 외 15명
- 사만다비와 함께 하는 풀프론탈 - 서맨사 비 외 10명
- 지미 키멀 라이브 - 지미 키멀 외 16명
- 레이트 나이트 위드 세스 마이어스 - 저메인 아폰소 외 16명
- 리얼 타임 위드 빌 마 - 스콧 카터 외 9명
- 더 데일리 쇼 - 댄 아미라 외 17명
- The Jim Jefferies Show - 제이슨 라이크 외 11명

### TV 코미디/버라이어티 - 스케치 1
- 새터데이 나잇 라이브 - 크리스 캘리 외 29명 수상
- 네이선 포 유 - 리오 앨런 외 5명
- 포틀랜디아 - 프레드 아미슨 외 4명
- The President Show - 에밀리 올트먼 외 15명
- Weekend Update Summer Edition - 메건 캘러핸 외 11명

### TV 코미디/버라이어티 - 스페셜
- 39th Annual Kennedy Center Honors - 데이브 분 수상
- 제89회 아카데미상 - 빌리 킴벌 외 17명
- AFI Life Achievement Award: A Tribute to Diane Keaton - 밥 가잘레 외 1명
- Michael Bolton’s Big, Sexy, Valentine’s Day Special - 스콧 오커먼 외 8명
- Nathan For You: A Celebration - 리오 앨런 외 5명

### TV 퀴즈 앤 관객 참여상
- 할리우드 게임 나이트 - 그랜트 타일러 외 4명 수상
- 제퍼디! - 매슈 커루소 외 9명

### TV 낮 드라마
- 제너럴 호스피털 - 셸리 올트먼 외 13명 수상
- 우리 생애 나날들 - 론 칼리배티 외 15명

### TV 어린이방송 에피소드
- An American Girl Story - Ivy & Julie 1976: A Happy Balance (American Girl) - 메이 챈 수상
- American Girl - 앨리슨 맥도널드 외 1명
- Just Add 1965 (Just Add Magic) - 로런 톰슨
- Meet Julia - 크리스틴 페라로
- The Magical Wand Chase: A Sesame Street Special - 레이 랭크퍼드 외 3명

### TV 다큐멘터리 - 시사
- 프론트라인 - 마틴 스미스 수상
- Poverty, Politics and Profit”(Frontline) - 릭 영
- Unseen Enemy - 재닛 터바이어스

### TV 다큐멘터리 - 그외
- 디 아메리칸 익스피어리언스 - 스티븐 이베스 수상
- Divided States of America Part One (Frontline) - 마이클 커크 외 1명
- Rachel Carson (American Experience) - 미셸 페라리
- The Great War Part III (American Experience) - 롭 래플리
- The Vietnam War, Episode Six: Things Fall Apart - 제프리 C. 워드

### TV 뉴스 - 게시판 or 보고서
- 60 미니츠 - 스콧 펠리 외 2명 수상
- Obama Wiretap Allegations (World News Tonight with David Muir) - 마크 버먼 외 2명
- September 29, 2017 (World News Now) - 맷 넬코 외 6명

### TV 뉴스 - 분석, 기능, 해설
- 60 미니츠 - 스티브 크로프트 외 1명 수상
- Fighting Famine (60 Minutes) - 스콧 펠리 외 1명

### TV 온-에어 프로모션
- CBS Comedy - 댄 그린버거 수상
- The Good Fight - 브라이언 레칠리스

### 디지털 뉴스
- The Super Predators - Melissa Jeltsen 외 1명 수상
- At the Capitol With Those for Whom Last Night Mattered the Most - 에마 롤러
- Becoming Ugly - 매들린 데이비스
- Why Did Politicon Make Me Want To Die? - 리비 왓슨
- 라디오 뉴스 - 게시판 or 보고서
- World News This Week: June 9, 2017 - 타라 김블 태니스 수상
- Hugh Hefner: A Social Revolutionary in Silk Pajamas - 게일 리
- World News This Week November 18, 2016 - 조앤 B. 해리스
- 라디오 뉴스 - 분석, 기능, 해설
- Dishin’ Digital on WCBS-AM - 로버트 홀리 수상
- Chuck Berry - 제리 에들링
- Holiday Stories - 게일 리
- One Nation, Overdosed: An Investigative Report - 타라 김블 태니스
- 라디오 다큐멘터리
- CBS Radio 90th Anniversary - 다이앤 E. 제임스 외 1명 수상
- 2016 Year in Review - 게일 리
- Castro, Cuba & Communism - 토머스 A. 서벨라
- Remembering Princess Diana 20 Years Later - 앤드루 에번스

### 비디오게임 작가상
- 호라이즌 제로 던 - 존 곤잘레즈 외 5명 수상
- 디스아너드: 방관자의 죽음 - 애나 메길 외 2명
- Futurama: Worlds of Tomorrow - 캐스 러핀 외 1명
- Madden NFL 18: Longshot - 마이클 영 외 1명

### 파울 셀빈 명예상
- 더 포스트 - 리즈 한나 외 1명 수상